# Мандичевський Корнило
Корнило - Станіслав Іванович Мандичевський (8 серпня 1828, Печеніжин, Коломийський повіт, Станіславівський округ, Королівство Галичини і Лодомерії , Австрійська імперія - 19 квітня 1914, Надвірна, Надвірнянський повіт, Станіславівський округ, Королівство Галичини і Лодомерії, Австро-Угорщина) - греко-католицький священик, громадський діяч.

## Життєпис
Народився 8 серпня 1828 році в Печеніжині на Коломийщині родині о. Івана Мандичевського.  Закінчив народну школу в Коломиї, згодом станиславівську гімназію. Протягом 1849 - 1853 років навчався у Львівській духовній семінарії.  Висвячений на священника 1853 року. Після свячень став вікарієм у Зарваниці, з 1857 — парохом в Угринові Долішньому, з 1862 — адміністратором парафії в селі Зарваниця, а з 1864 — Довге.
Довголітній парох Надвірної (з 1865 року), Надвірнянський декан (з 1883 року), член Надвірнянської міської ради (1868-1907) член повітової ради й управи повіту (1866–1914), маршалок Надвірнянського повіту (1875–1914). Почесний крилошанин Станиславівської єпархії (з 1887 року). 
Не мав скристалізованої ідентичності, схилявся до ідеї греко-католицької нації по річку Збруч. Намагався бути ультралояльним до австрійської влади та польських політиків, уникав тісніших контаків з москвофілами і народовцями. 
У Галицькому сеймі та Райхсраті промовляв зрідка, винятково на аполітичні теми. Був дуже діяльним щодо облаштування Надвірнянського повіту: здобував кошти на дороги, меліорацію, школи, через що користувався значним авторитетом виборців. 1897 року в Надвірній відбулись урочистості з нагоди 25-річчя головування отця К. Мандичевського у повітовій раді.
Посол:
- до Райхсрату VII-X скликань у 1885–1907 роках від 22 округу (Станиславів — Галич — Богородчани — Солотвина — Тлумач — Тисмениця — Отинія — Надвірна — Делятин); став ним за підтримки митрополита Сильвестра Сембратовича та групи часопису «Мир», який проводив угодову політику стосовно поляків[2]
- до Галицького сейму 3[3], 4, 5, 6, 7, 8-го скликань від IV курії 31 округу Надвірна — Делятин; входив до складу «Руського клубу» у 3, 4, 5, 6-й каденціях, «Клубу руських послів соймових» 7-ї каденції, «Руського соймового клубу» 8-го скликання.[4]

Взагалі галицька преса полюбляла жартувати з нього. Газета «Діло» пояснювала ігнорування ним сецесії українських послів у 1901 році так: 
Старенький сей чоловік, котрому близше до сотки літ, як до п'ятдесятки, попросту міг не знати, що коло него діється. Як прилипне до свого фотелю, на якім його посадили, сидить так довго, аж доки по скінченім засіданню служба не збудить його і не скаже, що вже саля порожня і світло гаситься. Впрочім, 10 корон за послідне засідання, то також гроші; нині корони на улиці не валяються.
Був серед діячів так званої «нової ери», під час якої українці Галичини намагалися досягнути порозуміння з австрійським урядом і польськими політичними колами. Зокрема, 24 листопада 1890 р. разом з Олександром Барвінським, Омеляном Огоновським, Костем Левицьким, Костянтином Телішевським, митрополитом Сильвестром Сембратовичем брав участь у прес-конференції графа Казимира Бадені, на якій було підведено підсумки попередніх переговорів.

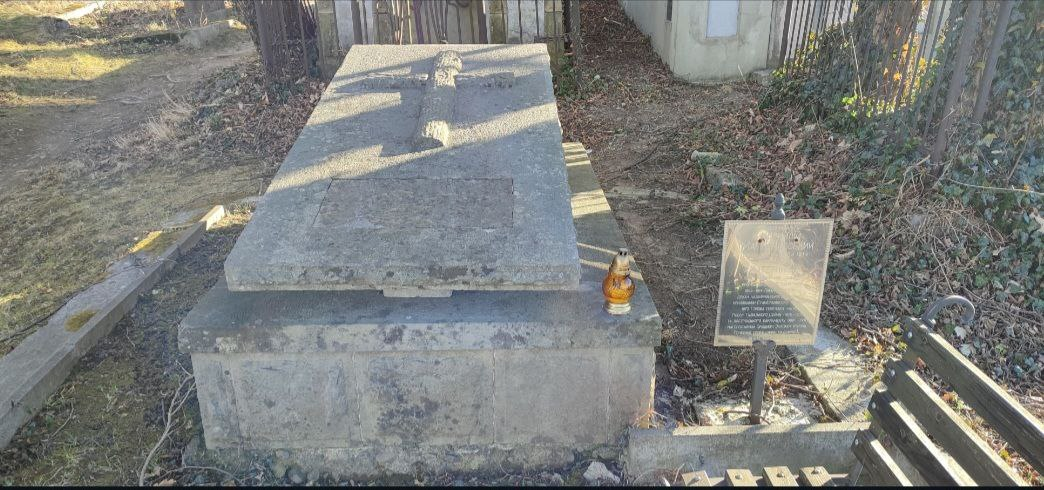
Могила о. Мандичевського

В останні роки життя відійшов від громадсько-політичної діяльності. Помер у Надвірній.

## Відзнаки
- Орден Залізної Корони ІІІ ступеня (1898)[7],
- Почесний громадянин Надвірної.[2]

## Пам'ять
У Надвірній певний час нинішня вулиця Соборна називалася ім'ям Корнила Мандичевського.